# Danielle Casanova
Danielle Casanova, de soltera Vincentella Perini, nació el 9 de enero de 1909 en Ajaccio (Córcega), y falleció el 9 de mayo de 1943  en Auschwitz, en el campo de concentración al que había sido deportada. Fue militante comunista francesa y miembro de la Resistencia. También fue una de las principales dirigentes de las Juventudes Comunistas de Francia, y fundó la Unión de  Jóvenes Mujeres de Francia.

## Biografía

### Infancia y juventud
Vincentella Perini, que se hacía llamar Daniela, nació en Ajaccio en una familia republicana y tenía tres hermanas y un hermano. Su padre (Olivier) y su madre (Marie, Versini de nacimiento) trabajaban en la enseñanza. Eran sindicados confederados y su padre, fallecido en 1937, perteneció al Comité de Vigilancia Antifascista y fue simpatizante del Partido Comunista.
Después de sus estudios primarios, completó los estudios secundarios en Ajaccio y luego en Le Luc (Var). Tras un breve paso por escuelas preparatorias para los estudios superiores, se matriculó en noviembre de 1927 en la Escuela de Odontología de París.
Mientras cursaba su estudios, a partir de 1927, comenzó a participar en varias asociaciones de estudiantes, se inscribió en la Unión Federal de Estudiantes y enseguida se convirtió en responsable de la sección de odontología.  En octubre de 1928, se unió a las Juventudes Comunistas.
Hacia 1930, Daniella, de nacimiento Vincentella, conoció al estudiante de derecho Laurent Casanova, a quien animó a unirse al Partido Comunista y con quien se casó el 12 de diciembre de 1933 y así pasó a apellidarse Casanova. Vivieron primero en el Distrito 6 de París.y posteriormente en el número 32 de al rue du Four.
Antes de haber terminado sus estudios en julio de 1932, estuvo ejerciendo su profesión en una pequeña clínica dental, por lo que en 1933 recibió una multa por ejercicio ilegal de la profesión. Cuando terminó sus estudios su abuela le pagó el material  necesario para poder instalarse y alquiló un local que compartía con un masajista. Compaginaba la actividad en su clínica con el trabajo en la clínica dental de la Cooperativa obrera La Bellevilloise y en el dispensario de Villejuif.

### Actividad política de entreguerras (1930-1939)
Danielle se convirtió rápidamente en secretaria del grupo de estudiantes de la facultad de medicina y en junio de 1932 se unió al Comité Central del Movimiento Juvenil Comunista en su VII Congreso.  Desde febrero de 1934 formó parte de la dirección de las Juventudes Comunistas, en la que era la única mujer. En junio de 1934 participó en un curso de un mes de duración del Partido Comunista y en 1935 partició en el congreso de la Internacional de la Juventudes Comunistas en Moscú. A su regreso comenzó a escribir artículos en los que animaba a las mujeres a interesarse y comprometerse con la política.
A medida que aumentaba el número de militantes en las Juventudes Comunistas, el VIII Congreso, reunido en Marsella en 1936, la designó como secretaria de las "Jeunes Filles" y le encargó la creación de la Union des jeunes filles de France - UJFF (Unión de Jóvenes de Francia), cuyo 1.er Congreso se celebró en París el 26 de diciembre de 1936. Esta organización, cercana a las juventudes comunistas, tenía como objetivo crear un amplio movimiento de chicas jóvenes, pacifistas y antifascistas. La sede de la UJFF estaba frente a la Ópera de París. Allí se organizaban cursos de ruso, y en el boletín informativo que publicaban se pedía a las mujeres ropa y leche para bebés para enviar a los combatientes de las Brigadas Internacionales en España.  A finales de 1936 Daniella formó parte del convoy que se envió a España para llevar leche condensada para los niños. Cuando estalló la guerra, la UJFF tenía más de 20.000 miembros. Posteriormente, en 1938, integró la delegación francesa en el Congreso Mundial de la Juventud por la Paz, que se celebró cerca de Nueva York.
Danielle Casanova tenía una gran influencia entre los jóvenes comunistas, por sus talentos naturales, su edad - era mayor que sus camaradas - y, quizás, también por su estrecha relación con Maurice Thorez, de quien fue secretario Laurent Casanova, su marido. 

### La Resistencia

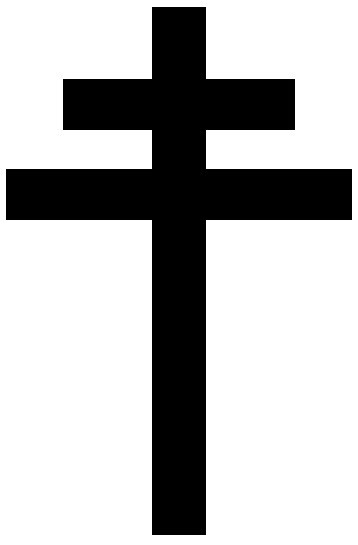
La Cruz de Lorena, símbolo de la Resistencia
Francesa.

Cuando el PCF y todas las organizaciones asociadas fueron prohibidas en septiembre de 1939, Danielle Casanova pasó a la clandestinidad y, como muchos otros miembros de la UJFF - Union des Jeunes  Filles de France, mantuvo una importante actividad para restablecer los vínculos entre militantes y líderes que estaban en la clandestinidad.  Además, junto con Victor Michaut, fue responsable de la propaganda política del ejército.  En París, los miembros de la UJFF utilizaron los apagones de la primera fase de  black-out de la Segunda Guerra Mundial (apagones generales para evitar daños durante los bombardeos) para pintar mensajes sobre la libertad de expresión y los derechos de los trabajadores en las paredes de París.  La revista publicada por la organización se distribuyó entre los estudiantes de la ciudad, pero en junio de 1940, cuando los alemanes ocuparon Francia, Danielle hizo desaparecer todos los periódicos incriminatorios.  Al principio, el hecho de que los alemanos no vieran a las mujeres francesas como una amenaza potencial,  permitió a las mujeres de la UJFF, encabezadas por Danielle Casanova, distribuir ejemplares de L'Humanité.  Además, Danielle organizaba manifestaciones pacíficas, durante las cuales las mujeres entraban y  compraban en las tiendas de comestibles reservadas a los alemanes (las que tenían los mejores productos).
Su marido, Laurent Casanova, fue hecho prisionero por las tropas alemanas.  Por otro lado, Danielle participó en la creación de Comités de Mujeres en la región de París y en el resto de la zona ocupada a partir de octubre de 1940. Además, no perdió el contacto y mantuvo relaciones con los dirigentes de las Juventudes Comunistas y desde julio de 1941 participó en la lucha armada. Casanova influyó en la decisión de nombrar a Albert Ouzoulias a cargo de los batallones juveniles.  Finalmente fue arrestada por la policía francesa el 15 de febrero de 1942 en casa de Georges Politzer y su esposa, a cuya casa solía ir  a llevarles carbón. Ese día inspectores de la brigada especial fueron a arrestar a los amigos que estaban allí y lograron arrestarla a ella también.

### Deportación

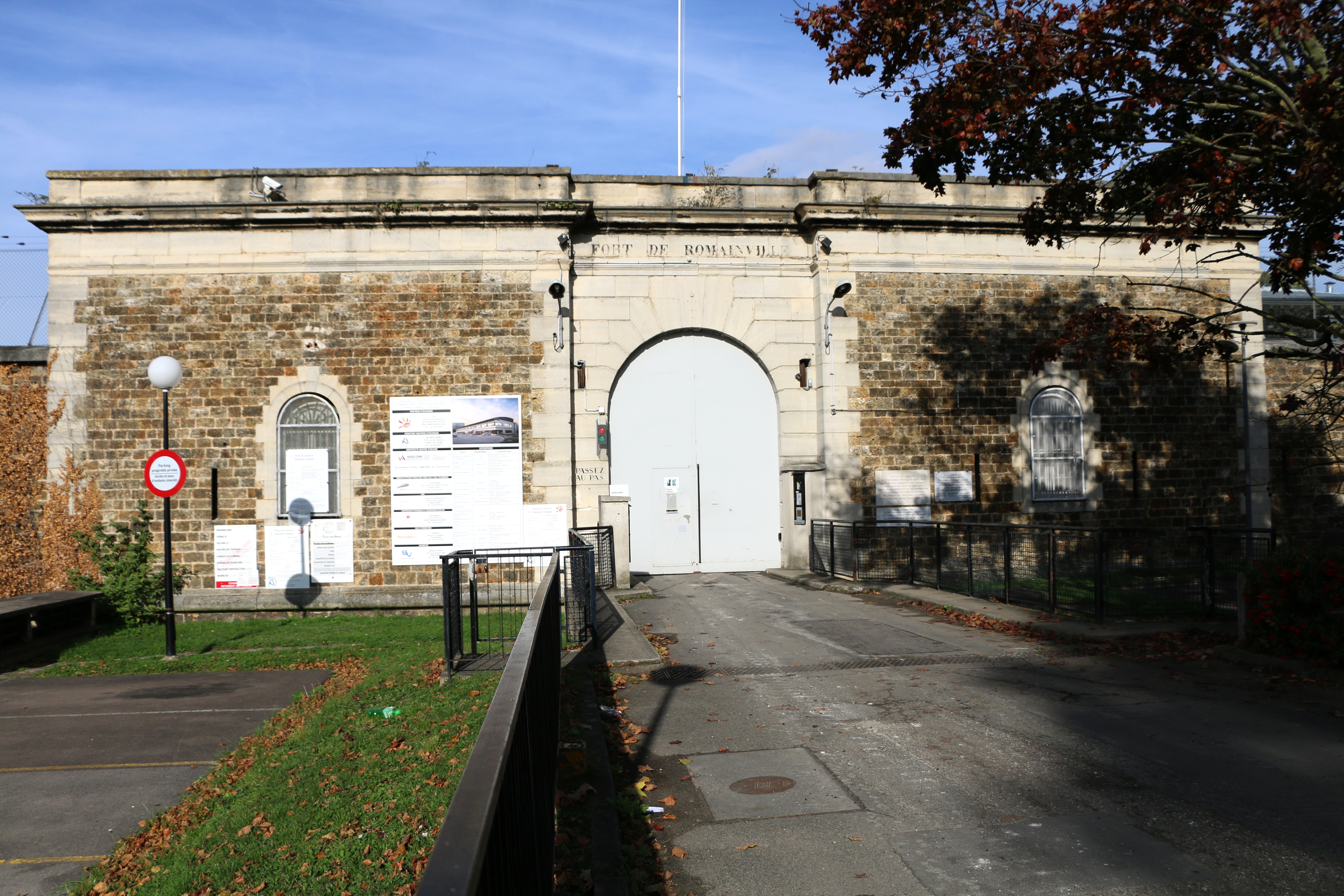
Entrada al Fuerte de Romainville (2017)

Después de su arresto, Danielle Casanova permaneció en el calabozo hasta el 23 de marzo de 1942.  Luego fue encarcelada en secreto  en la prisión de La Santé, donde compartió calabozo con otras dos personas.  Durante los meses que pasó en esta prisión organizó un boletín informativo diario de que los presos pasaban de un calabozo a otro a través de grietas del suelo.  Fue castigada en una celda de aislamiento durante una semana, por enviar información a los hombres que estaban presos en el ala opuesta del edificio donde ella se encontraba.  En primavera convenció a las otras mujeres para romper el cristal de la ventana de sus celdas para gritar  y dar información, proyectos y aliento a los demás reclusos,  pero fue descubierta y castigada sin comer durante cuatro días.  El 24 de agosto de 1942 la llevaron a la fortaleza de Romainville.  A pesar de todo, Danielle Casanova nunca abandonó la militancia, ni en La Santé ni en la fortaleza, y organizó canales de información y manifestaciones clandestinas en ambas cárceles.  El 24 de enero de 1943 fue deportada a Auschwitz.

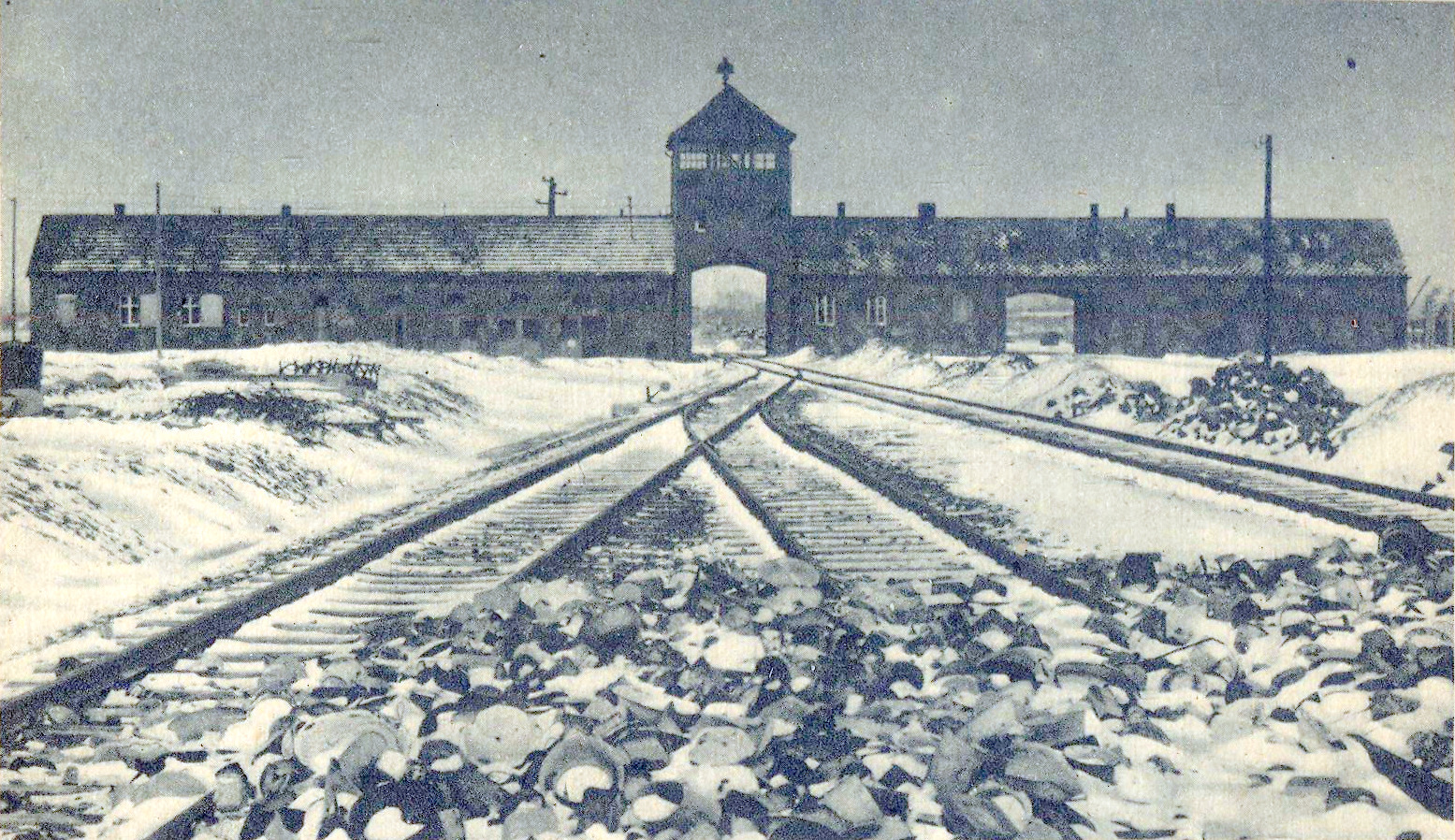
Auschwitz II. Entrada a Birkenau.

En los "vagones blindados" del tren que salió de Compiègne se trasladaron doscientas treinta mujeres, la mayoría de la resistencia. El 27 de enero llegaron al campo de concentración, donde sirvió en la enfermería como dentista-cirujana, ya que el dentista acababa de morir de tifus y se hizo un llamamiento a las mujeres que acababan de llegar en el tren. El hecho de ser la dentista del campo le permitió evitar que le cortaran el pelo y le proporcionaron comida y ropas adecuadas y pudo vivir en el edificio con calefacción donde tenía la consulta. Utilizó su posición para intentar ayudar al resto de las prisioneras que habían llegado con ella en Convoy de las 3100 consiguiéndoles trabajos menos duros, como médicas y enfermeras, e intentando proporcionarles comida.

En abril de 1943, muchas personas prisioneras en el campo murieron debido a una violenta epidemia de tifus. El médico jefe consiguió que se vacunase a Danielle Casanova contra la enfermedad, pero la vacunación llegó demasiado tarde: el 1 de mayo de 1943, Casanova enfermó y murió el 9 de mayo siguiente.
Hoy en día, las cenizas de Danielle Casanova se conservan en la tumba familiar en Vistali (cerca de Piana). En su memoria se construyó una lápida con vistas al mar.

## Fama póstuma
Danielle Casanova recibió la Legión de Honor  a título póstumo.

### Poema de Luis Aragón
Louis Aragon en el poema Museo Grévin, publicado en clandestinidad en 1943, dedicó algunos versos a dos de las víctimas de aquel tren del 24 de enero de aquel año, Danielle Casanova y Maï Politzer:
«Hélas les terribles semailles
Ensanglantent ce long été
Cela dure trop écoutez
On dit que Danièle et  Maïe
(...) Maïe et Danièle Y puis-je croire
Comment achever cette histoire
Qui coupe le cœur et le chant.»

### Pintura de Boris Taslitzky:La muerte de Danielle Casanova
En 1949, el pintor Boris Taslitzky creó para la Unión de Mujeres Francesas (UFF) un cuadro de gran tamaño (194 x 308 cm) titulado La muerte de Danielle Casanova.  La pintura fue realizada por sugerencia de Laurent Casanova, y está inspirada en La Exposición del cuerpo de San Buenaventura (hacia 1629) de Francisco de Zurbarán. Fue presentado en abril de 1950, en la Maison des Métallurgistes de París.

### Biografía de Simone Tery
En 1949, la escritora y periodista Simone Téry publicó,  en la editorial Hier et aujourd 'hui, la biografía de Danielle Casanova titulada Du soleil plein le cœur - La vie merveilleuse de Danielle Casanova,  libro que fue reeditado en francés en 1961 por el Ministerio de Educación de la República Socialista Federal Soviética de Rusia en Moscú para la enseñanza del francés en la URSS. Varias notas en ruso y un índice que contiene un diccionario francés-ruso facilitban el estudio de la lengua a los jóvenes soviéticos: СИМОНА ТЕРИ, ПОВЕСТЬ О ДАНИЭЛЬ КАЗАНОВА (Simone Téry, la historia de Danielle Casanova ).

### Nombres de calles y edificios.
Después de la guerra, varias escuelas, colegios y calles recibieron el nombre de Danielle Casanova, especialmente en numerosos municipios donde en un momento u otro los comunistas estuvieron en el poder (52 de estos 95 municipios estaban en la Île-de-France):
- en París (rue Danielle-Casanova); Calle Danielle Casanova - París II (FR75)

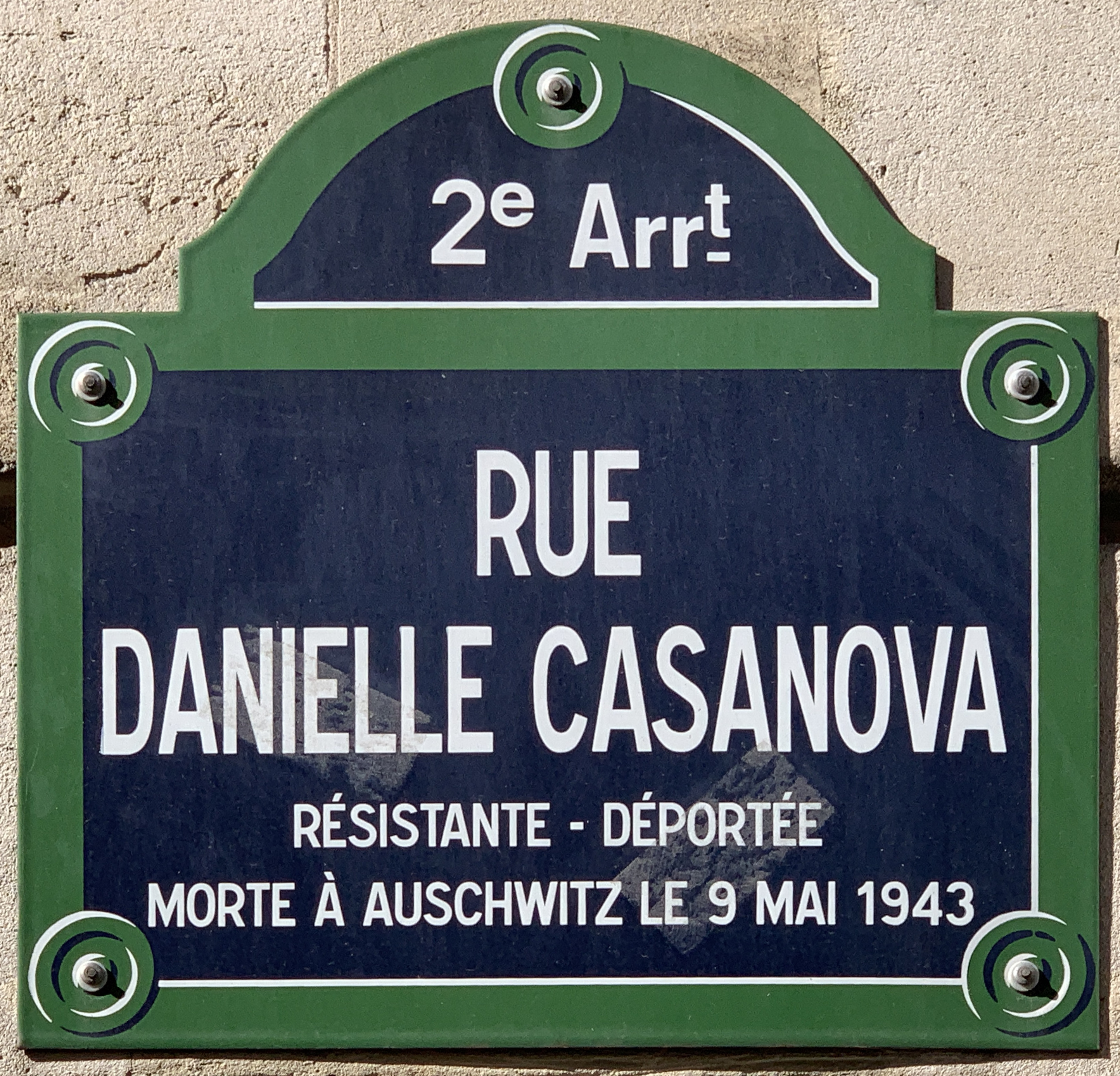
Calle Danielle Casanova - París II (FR75)

- En Marsella (bulevar Danielle-Casanova).

En otras zonas de Francia también existen calles, bulevares o avenidas con el nombre de Danielle Casanova en varios lugares:
- Arles (Bouches-du-Rhône);
- Artigues-près-Bordeaux (Gironde);
- Bègles (Gironde);
- Belfort (Territoire-de-Belfort);
- Brest (Finistère);
- Carnoules (Var);
- Châlons-en-Champagne (Marne);
- Chartres (Eure-et-Loir);
- Descartes (Indre-et-Loire);
- Échirolles (Isère);
- Épinac (Saône-et-Loire);
- Fontaine (Isère);
- Givors (Rhône);
- Guilvinec (Finistère);
- Montélimar (Drôme);
- Mouvaux (Nord);
- Muret (Haute-Garonne);
- Ognes (Aisne);
- Penmarc'h (Finistère);
- Portes-lès-Valence (Drôme);
- Roanne (Loire);
- Reims (Marne);
- Le Relecq-Kerhuon (Finistère);
- La Ricamarie (Loire);
- Saint-Dizier (Haute-Marne);
- Saint-Étienne-du-Rouvray (Seine-Maritime);
- Saint-Pierre-des-Corps (Indre-et-Loire);
- Sète (Hérault);
- Sotteville-lès-Rouen (Seine Maritime);
- Toulon (Var);
- Toulouse (Haute-Garonne);
- Vénissieux (Rhône);
- Verdun-sur-Garonne (Tarn et Garonne).

Por otro lado, hay también calles, avenidas o plazas denominadas Danielle Casanova en la región parisina:
- Sena-Saint-Denis : Aubervilliers, Blanc-Mesnil, Drancy, Dugny, Montreuil, Neuilly-Plaisance, Neuilly-sur-Marne, Noisy-le-Grand, Les Pavillons-sous-Bois, Rosny-sous-Bois, Saint-Denis, Manchas.
- Hauts-de-Seine: Clichy, Rueil-Malmaison.
- Val de Marne : Champigny-sur-Marne, Fontenay-sous-Bois, Ivry-sur-Seine, Maisons-Alfort, Ormesson-sur-Marne, Le Perreux-sur-Marne, Vitry-sur-Seine.
- Val-d'Oise:  Argenteuil, Bezons, Garges-lès-Gonesse, Goussainville, Saint-Gratien.
- Essonne : Brétigny-sur-Orge, Dourdan, Morsang-sur-Orge, Ris-Orangis, Saint-Michel-sur-Orge, Sainte-Geneviève-des-Bois, Vigneux-sur-Seine, Villemoisson-sur-Orge, Viry- Châtillon, Yerres.
- Yvelines : Saint-Cyr-l'École, Trappes, Gargenville, Limay.
- Sena y Marne : Mitry-Mory, Montereau-Fault-Yonne, Nangis.

Eskolak edo eskola-guneak: 
- Arcueil (Val-de-Marne);
- Argenteuil (Val-d'Oise);
- Arnouville (Val-d'Oise);
- Bonneuil-sur-Marne (Val-de-Marne);
- Choisy-le-Roi (Val-de-Marne);
- Houilles (Yvelines);
- Ivry-sur-Seine (Val-de-Marne);
- Montfermeil (Seine-Saint-Denis);
- Montreuil (Seine-Saint-Denis);
- Nanterre (Hauts-de-Seine);
- Plaisir (Yvelines);
- Romainville (Seine-Saint-Denis);
- Saint-Denis (Seine-Saint-Denis);
- Sartrouville (Yvelines);
- Tremblay-en-France (Seine-Saint-Denis);
- Valenton (Val-de-Marne).

Además un consultorio en Villejuif (Val-de-Marne) lleva su nombre.  
Las siguientes escuelas (a menudo guarderías) o escuelas secundarias también tienen la denominación de Danielle Casanova:
- Avesnes-les-Aubert (Nord);
- Boussois (Nord);
- Coursan (Aude);
- Donges (Loire-Atlantique);
- Echirolles (Isère);
- Fontaine (Isère);
- Givors (Rhône);
- Jarny (Meurthe-et-Moselle);
- Le Mans (Sarthe);
- Montigny-en-Gohelle (Pas-de-Calais);
- Port-Saint-Louis-du-Rhône (Bouches-du-Rhône);
- Rouvroy  (Pas-de-Calais);
- Saint-Martin-de-Valgalgues (Gard);
- Saint-Vallier (Saône-et-Loire);
- Sainte-Tulle (Alpes-de-Haute-Provence);
- Toulon (Var).

También se puso el nombre de Danielle Casanova a dos barcos de la SNCM (Compañía Marítima Nacional de Córcega y del Mediterráneo):
- El primer barco llamado Danielle Casanova se botó en 1989 y recibió el nombre de Mediterráneo en 2002.
- El segundo con el mismo nombre se botó en 2002.

### Sellos de correos
El 9 de marzo de 1983, la administración del PTT emitió un sello postal con el rostro de Casanova, con motivo del Día Internacional de la Mujer, como parte de la acción "Homenaje a la Mujer". La diseñadora del sello fue Huguette Sainson y el grabador fue Georges Bétemps. Fue la primera vez en Francia que una persona resistente comunista tuvo este honor. Por otra parte, la República Democrática Alemana (DDR) incluyó un sello postal con su nombre del 22 de marzo de 1962, en una emisión de cinco sellos de "personajes ilustres de la lucha internacional contra el fascismo".
También aparece Danielle Casanova en una moneda de plata que emitió  la Monnaie de Paris en 2012 para representar a su Córcega natal.

### Centenario del nacimiento
El director de cine corso Magà Ettori organizó varias conferencias, debates y encuentros sobre la cultura corsa; dos de ellas fueron charlas en el Senado: una, en 2007, titulada Corcega en los medios de difusión y en el cine, y la otra, en 2009, titulada Danielle Casanova, con motivo del centenario del nacimiento de la Resistencia. En este sentido, a petición del Ministerio de Cultura y Comunicación, Ettori escribió la biografía de Danielle Casanova, que fue publicada por los Archivos Nacionales en un folleto durante las celebraciones nacionales de 2009. Magà Ettori es también el autor de la canción Maquisarde en honor a Danielle Casanova que fue interpretada por Yves Duteil en el Senado y se emitió en directo la noche del centenario por France Bleu, la cadena de radio pública local francesa.